# Karl Krazeisen
Karl August Krazeisen (ur. 28 października 1794 w Kastellaun, zm. 27 stycznia 1878 w Monachium) – bawarski oficer piechoty i malarz amator.

## Życiorys
Po udziale w wojnach napoleońskich w latach 1813–1814, ulegając ówczesnemu romantyzmowi i filhellenizmowi, w 1826 roku zaciągnął się jako prosty żołnierz, by wesprzeć Greków w ich walce o niepodległość. Podczas pobytu w Grecji narysował kilka portretów znanych bojowników. Po powrocie do Monachium w 1827 roku wykonał litografie swoich rysunków do publikacji.

## Galeria prac

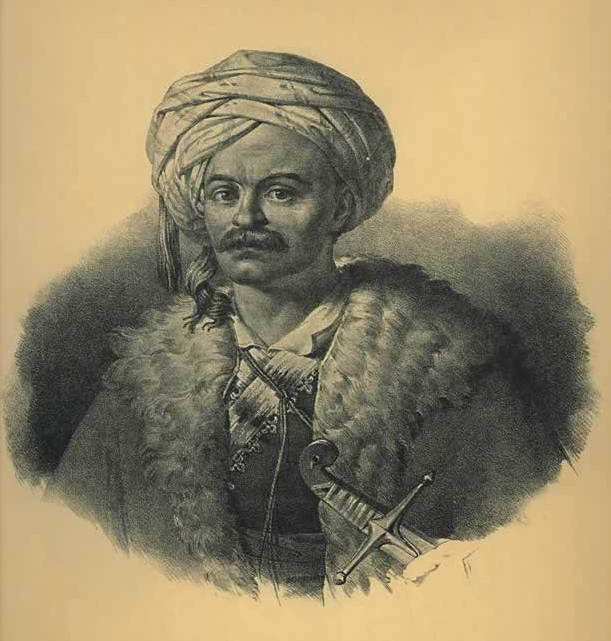
Charles Nicolas Fabvier
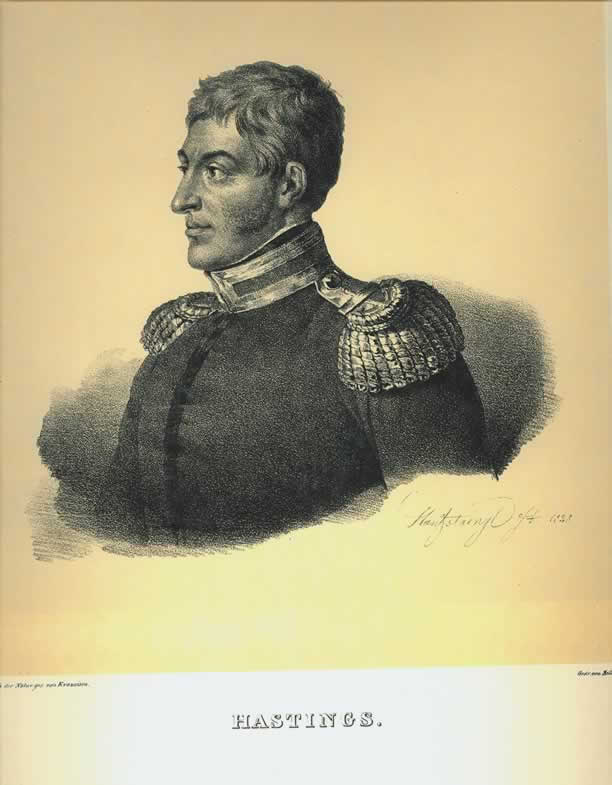
Frank Abney Hastings
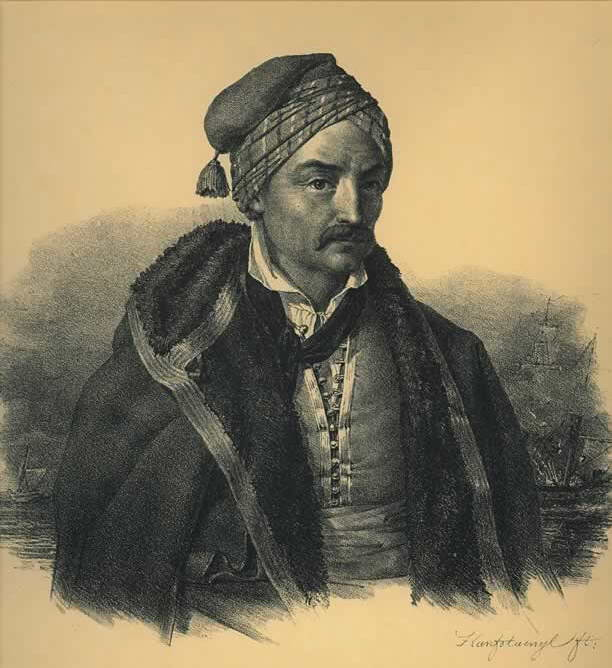
Konstandinos Kanaris
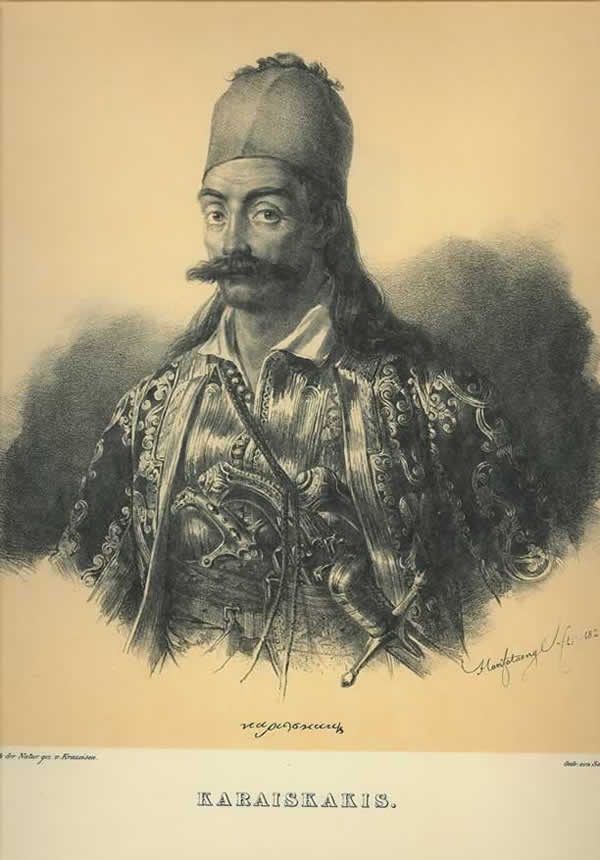
Jeorjos Karaiskakis
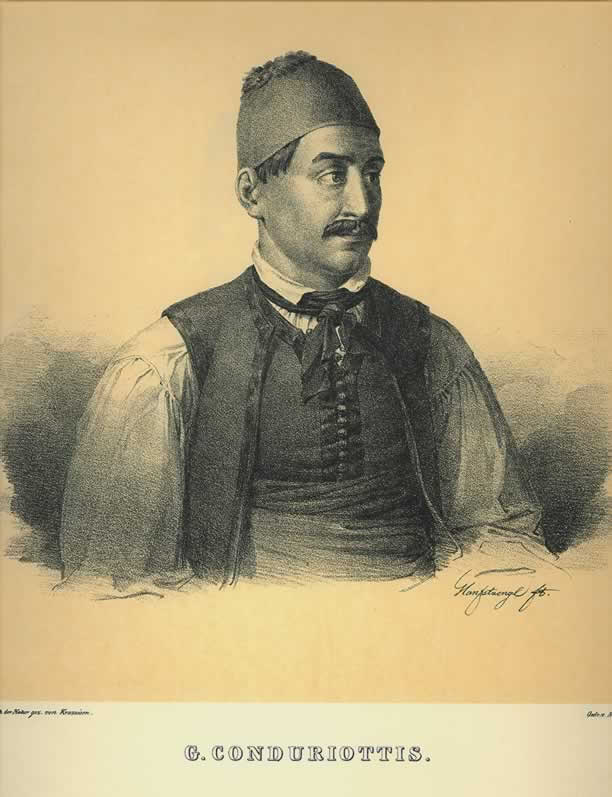
Jeorjos Kunduriotis
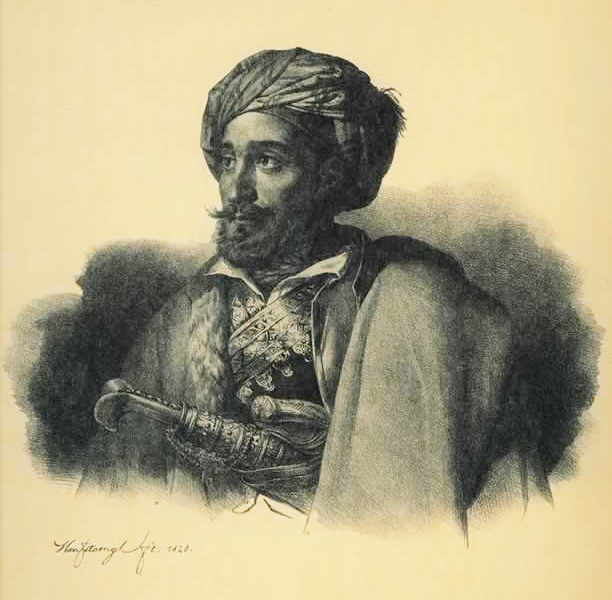
Joanis Makrygiannis
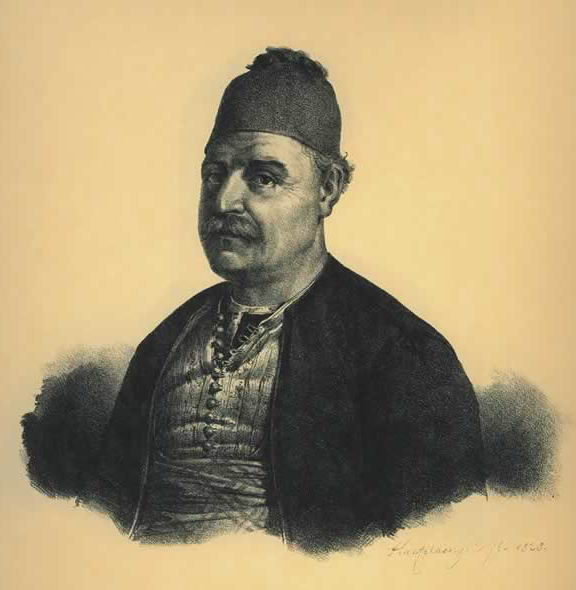
Andreas Miaulis
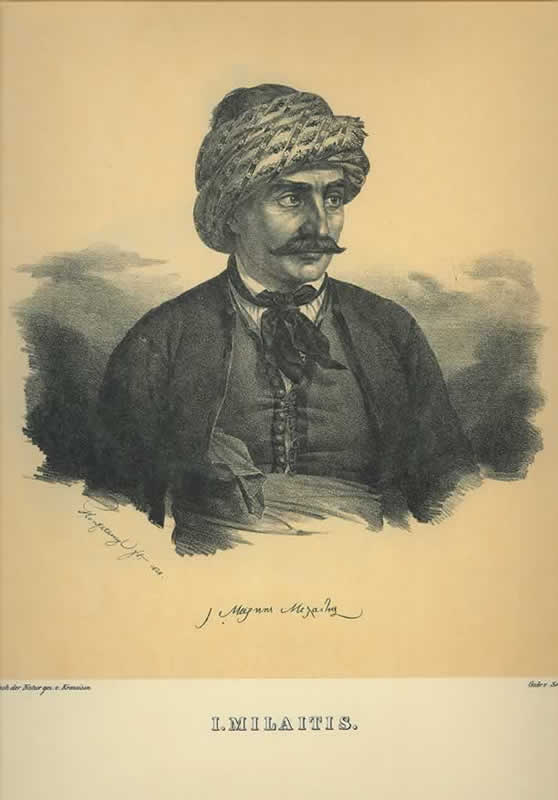
Joanis Milaitis
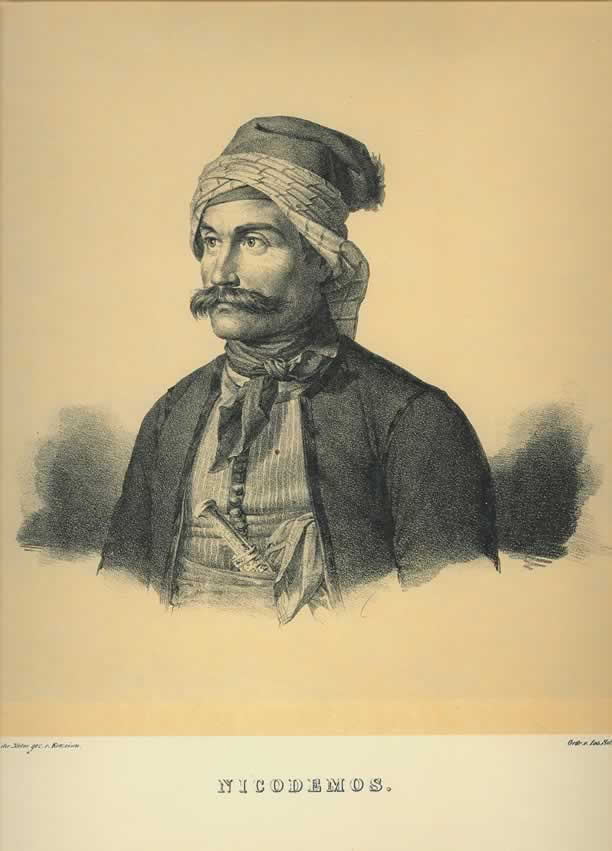
Konstandinos Nikodimos
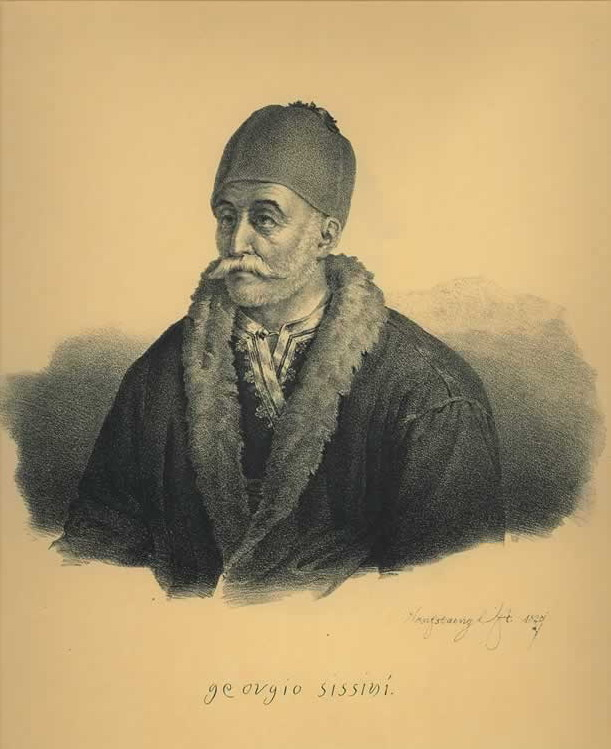
Jeorjos Sisinis
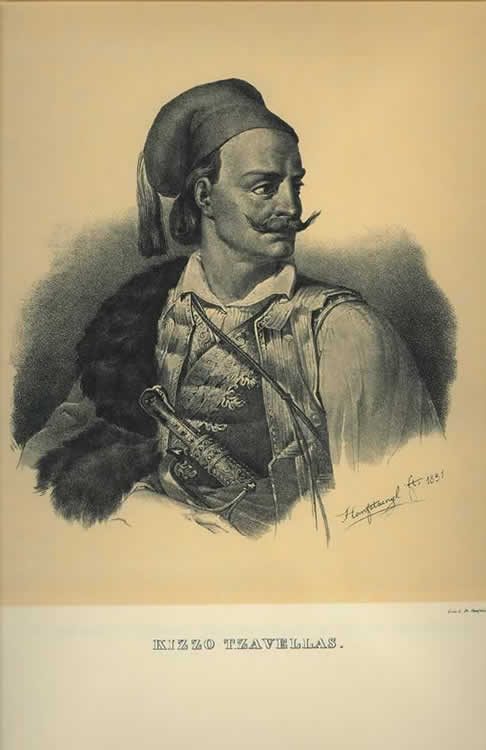
Kitsos Dzawelas